# Marianna (gioco di carte)
La variante della briscola detta "Marianna" si può giocare in 2, 3 o 4 giocatori con un mazzo di 40 carte. Nella modalità a 3 giocatori prima della partita viene eliminata dal mazzo una carta (in genere un due); nella modalità a 4 giocatori si gioca in coppia con un compagno.

## Regole di base
Le regole ed i punti sono gli stessi della briscola tradizionale (120 punti di mazzo), tranne le 4 "marianne" (coppia di re e cavallo/ dello stesso seme) : la prima vale 40 punti, la seconda 60, la terza 80 e la quarta 100. Nella modalità a quattro giocatori è importante l'intesa col proprio compagno. Convenzionalmente si può far capire al proprio compagno il seme che si ha in mano tramite gli scarti:
Si gioca fino al punteggio totale di 500. Anche per questo il gioco in alcune zone della Sicilia occidentale è noto come "Cinquecento".

## Svolgimento della partita
Dopo aver mischiato e tagliato le carte il mazziere distribuisce 5 carte ad ogni giocatore. Il giocatore a destra del mazziere comincia il gioco, dopo di che si prosegue in senso antiorario.
Il gioco prosegue secondo le regole della briscola; al termine di ogni mano i giocatori pescano una carta dal tallone, partendo da chi ha preso in senso antiorario.
Il giocatore che pesca per primo è anche il primo a giocare nella mano successiva.
Il seme di briscola viene determinato attraverso la dichiarazione delle marianne.
La "marianna" è una coppia re/cavallo dello stesso seme. Da quel momento fino alla fine della partita, o alla dichiarazione di un'altra marianna, la briscola è il seme della marianna dichiarata. In conclusione fino a quando la prima "marianna" non è dichiarata non c'è briscola.

## Varianti
Esistono numerose varianti alle regole di base:
- I valori delle marianne possono essere 40-60-80-100.
- In alcuni casi la marianna serve solo a stabilire il seme di briscola e non ha alcun valore aggiuntivo
- Impossibilità per un giocatore di dichiarare due marianne lo stesso turno.
- Introduzione del Mariannino (quattro cavalli/donne e un re) del valore di 250 punti.[1]
- Introduzione del Mariannone (quattro re e un cavallo/donna) del valore di 500 punti.[1]
- La marianna può essere chiamata - se si gioca con le mani di 5 carte - fino a che si posseggano 5 carte, nel momento in cui si rimane con un numero di carte inferiori la marianna non può essere chiamata. Altra variante simile: la marianna non può essere chiamata se in generale un giocatore ha meno di 5 carte.